# Квазіфіскальні операції
Квазіфіскальні операції — це операції органів державної влади і місцевого самоврядування, Національного банку України, фондів загальнообов'язкового державного соціального і пенсійного страхування, суб'єктів господарювання державного і комунального секторів економіки, що не відображаються у показниках бюджету, але можуть призвести до зменшення надходжень бюджету та/або потребувати додаткових витрат бюджету в майбутньому.
З цим визначенням тісно пов'язане інше поняття — квазіфіскальний дефіцит.
Наявність значних за масштабами обсягів квазіфіскальних операцій знижує роль показника дефіциту бюджету як індикатора стану державних фінансів, оскільки квазіфіскальні операції не відображаються у складі доходів і видатків органів державного управління. Це унеможливлює здійснення достовірних оцінок ролі держави в економіці і соціальній сфері України.
Квазіфіскальні операції поділяють на такі основні види:
1) Операції, що відносяться до фінансової системи :
- субсидійоване кредитування;
- встановлювані в директивному порядку процентні ставки за кредитами;
- практика переобліку на пільгових умовах;
- недостатньо забезпечені позички і позички нижче номіналу;
- гарантії за позиками;
- обов'язкові резерви, проценти на які нараховуються за зниженою ставкою;
- граничні розміри кредитів;
- операції з надання екстреної фінансової допомоги.

2) Операції, що відносяться до валютної системи :
- множинні обмінні курси;
- імпортні депозити;
- депозити для придбання іноземних активів;
- гарантії обмінного курсу;
- субсидоване страхування валютного ризику.

3) Операції, що відносяться до сектору комерційних підприємств :
- встановлення цін нижче комерційних;
- надання некомерційних послуг (наприклад, соціальних послуг);
- ціноутворення, що виходить з цілей забезпечення доходів бюджету;
- платежі постачальникам за цінами, що перевищують комерційні.[2]

Відповідно до законодавства України (Розпорядження Кабінету міністрів України від 1 серпня 2012 р. № 692-р) існує такий перелік квазіфіскальних операцій:
| Органи влади (управління) | Найменування операції |
| органи державної влади, інші державні органи, що здійснюють управління об'єктами державної власності, органи місцевого самоврядування, суб'єкти господарювання державного та комунального сектору економіки | Залучення кредитів під державні гарантії суб'єктами господарювання — резидентами, реструктуризація боргів таких суб'єктів під державні гарантії |
| -”- | Проведення гарантійних операцій, які пов'язані з настанням випадків за борговими зобов'язаннями суб'єктів господарювання — резидентів |
| -”- | Здійснення Національною акціонерною компанією «Нафтогаз України» та іншими суб'єктами господарювання державного сектору економіки запозичень, за якими у разі зміни власника та з інших причин, встановлених у кредитному договорі (проспекті емісії облігацій), виникають зобов'язання щодо дострокового погашення запозичень |
| -”- | Постачання природного газу за пільговими цінами підприємствам теплоенергетики для виробництва теплової енергії, яка споживається населенням (обраховується як різниця у цінах закупівлі Національною акціонерною компанією «Нафтогаз України» імпортованого природного газу та його реалізації підприємствам теплоенергетики для виробництва теплової енергії, яка споживається населенням, помножена на обсяг споживання природного газу підприємствами теплоенергетики для виробництва такої енергії) |
| органи державної влади, інші державні органи, що здійснюють управління об'єктами державної власності, органи місцевого самоврядування, суб'єкти господарювання державного та комунального сектору економіки | Накопичення дебіторської заборгованості Національної акціонерної компанії «Нафтогаз України» за продаж природного газу населенню і підприємствам теплоенергетики |
| Національна комісія, що здійснює державне регулювання у сфері комунальних послуг, Мінрегіон, органи місцевого самоврядування, суб'єкти господарювання комунального сектору економіки                        | Надання послуг населенню з теплопостачання за цінами (тарифами), нижчими від розміру економічно обґрунтованих витрат на їх виробництво: обраховується як різниця в тарифах на теплову енергію, що виробляється, транспортується та постачається населенню, яка виникла у зв'язку з невідповідністю вартості теплової енергії, розрахованої на основі економічно обґрунтованих витрат, тарифам, що затверджуються органами державної влади, помножена на обсяг постачання населенню теплової енергії обраховується як різниця в тарифах на теплову енергію, що виробляється, транспортується та постачається населенню, яка виникла у зв'язку з невідповідністю вартості теплової енергії, розрахованої на основі економічно обґрунтованих витрат, тарифам, що затверджуються органами місцевого самоврядування, помножена на обсяг постачання населенню теплової енергії |
| -”- | Надання населенню послуг з водопостачання та водовідведення за цінами (тарифами), нижчими від розміру економічно обґрунтованих витрат на їх виробництво: обраховується як різниця в тарифах на послуги з водопостачання та водовідведення, яка виникла у зв'язку з невідповідністю вартості таких послуг, розрахованої на основі економічно обґрунтованих витрат, тарифам, що затверджуються органами державної влади, помножена на обсяг надання населенню послуг з водопостачання та водовідведення обраховується як різниця в тарифах на послуги з водопостачання та водовідведення, яка виникла у зв'язку з невідповідністю вартості таких послуг, розрахованої на основі економічно обґрунтованих витрат, тарифам, що затверджуються органами місцевого самоврядування, помножена на обсяг надання населенню послуг з водопостачання та водовідведення              |
| Пенсійний фонд України, Державна служба зайнятості, Фонд соціального страхування з тимчасової втрати працездатності, Фонд соціального страхування від нещасних випадків на виробництві, Казначейство        | Накопичення фондами загальнообов'язкового державного соціального страхування заборгованості з виплати пенсій і соціальних допомог, залучення ними кредитних ресурсів для покриття дефіциту коштів на виконання поточних зобов'язань |
| -”- | Відображення фондами загальнообов'язкового державного соціального страхування дефіциту коштів та невиконаних поточних зобов'язань |
| ДПС | Накопичення заборгованості з відшкодування податку на додану вартість |
| -”- | Списання безнадійного податкового боргу, розстрочення та відстрочення грошових зобов'язань або податкового боргу платника податків |
| ДПС, Держмитслужба | Відображення помилково та/або надміру сплачених грошових зобов'язань, у тому числі сум податків і зборів (обов'язкових платежів), до бюджету |
| Мінінфраструктури | Перевезення залізничним транспортом пільгових категорій пасажирів |